# Triosephosphate
Triosephosphate ist eine Stoffgruppe der Salze, Ester und des Anions der Phosphorsäurederivate von Einfachzuckern mit drei Kohlenstoffatomen (Triosen).

## Eigenschaften

Glycerinaldehyd-3-phosphat

Verschiedene Triosephosphate kommen in allen Lebewesen in der Glykolyse und der Gluconeogenese und in manchen Lebewesen in der alkoholischen Gärung vor, z. B. Glycerinaldehyd-3-phosphat und Dihydroxyacetonphosphat, die durch die Triosephosphatisomerase in einander umgewandelt werden können. Ebenso kommen Triosephosphate bei der Photosynthese vor und sind das Produkt der Dunkelreaktion im Chloroplasten.